# Louis Loew
Pour les articles homonymes, voir Loew.
Louis Loew, né le 30 avril 1828 à Strasbourg et mort le 23 avril 1917 à - Bâle, est un magistrat français. Son nom est associé à l'affaire Dreyfus. Il tint un rôle de premier plan dans la révision (dite première révision) du jugement qui avait établi, le 22 décembre 1894, la culpabilité du capitaine Alfred Dreyfus.

## Rôle durant l'Affaire Dreyfus
Quand la Cour de cassation est saisie d'une requête en révision du procès le 22 septembre 1898, il en préside la chambre criminelle. L'instruction de cette requête, après qu'elle a été déclarée recevable le 29 octobre 1898, suscite l'indignation des antidreyfusards ainsi que de vives dissensions au sein de la première juridiction, en raison de l'hostilité du président de la chambre civile Jules Quesnay de Beaurepaire. Une violente campagne de presse s'ensuivit, dont Louis Loew fut l'une des cibles principales (« le juif Loew », bien qu'il ne fût pas juif), et la chambre des députés fut secouée par des séances particulièrement houleuses. Comme il refusait de se récuser — ce que lui avait demandé le premier président, Charles Mazeau —, un projet de loi fut déposé, qui tendait au dessaisissement de la chambre criminelle au profit des chambres réunies. Cette loi de circonstance fut promulguée le 1er mars 1899. 
Toutefois les chambres réunies validèrent l'instruction menée par Loew et le conseiller Alphonse Bard : le 3 juin 1899, le jugement ayant condamné Dreyfus fut cassé et annulé. Une autre révision et une autre cassation — celles du procès de 1899 qui suivit — furent cependant nécessaires à la réhabilitation définitive du capitaine Dreyfus.
Louis Loew donna un intéressant compte-rendu de ce chapitre de l'« Affaire » dans un ouvrage publié en 1910 : La Loi de dessaisissement par un dessaisi.
Inhumé au cimetière protestant de Mulhouse, il décida de faire insérer la phrase suivante dans le faire-part de son décès : « Bienheureux ceux qui ont souffert pour la justice. »

## Hommages posthumes
Le 9 janvier 2012, une salle d'audience du tribunal de grande instance de Mulhouse a reçu le nom de Louis Loew qui fut président de ce tribunal au cours de sa carrière, signifiant par là l'attachement des magistrats aux vertus d'indépendance du politique et de courage dont il fit preuve.
Le 22 avril 2016, le parvis de la faculté de droit de Mulhouse (FSESJ) a été nommé à l'initiative du directeur du département de droit de la faculté de Mulhouse, David Melloni parvis Louis-Loew en hommage à l'engagement de Louis Loew dans l'affaire Dreyfus, dont Mulhouse fête en 2016 les 110 ans de la réhabilitation.